# Pipalsana Chaudhari
Pipalsana Chaudhari is een census town in het district Bareilly van de Indiase staat Uttar Pradesh. 

## Demografie
Volgens de Indiase volkstelling van 2001 wonen er 7964 mensen in Pipalsana Chaudhari, waarvan 53% mannelijk en 47% vrouwelijk is. De plaats heeft een alfabetiseringsgraad van 55%. 